# Aethioplitops simpligena
Aethioplitops simpligena är en stekelart som beskrevs av Heinrich 1968. Aethioplitops simpligena ingår i släktet Aethioplitops och familjen brokparasitsteklar. Inga underarter finns listade i Catalogue of Life.